# 七公七
牧夫座Delta（牧夫座δ，δ Boo）是一个位于北天星座牧夫座的双星。根据视差测量，这个恒星距离地球大约122.5光年。中文星官名七公七。视星等3.5，使该星在满月可以用肉眼看见。

## 物理特性
这个系统包含了一对物理距离相近的恒星并且有同样的移动方向，表示他们应该是联星系统。基于他们的角距离和距离，它们的投影距离大约是3800天文单位。然而，轨道平面朝地球的角度仍未知，所以他们的距离其实至少有3800天文单位。如果他们互相是被引力束缚的，那么最少需要12万年才能互绕一周。
较亮成员的恒星分类是G8III，表示它已经耗尽了核心的氢并且演化为巨星。现在它有超过10倍太阳半径。和太阳相比，该星氢氦以外的元素较少，也就是天文学说的金属量。这个恒星的表面温度为4,847K，使他成为一个发出黄色光的G型星。
伴星的恒星分类是G3V，代表它是一个和太阳物理特质相近的主序星。该星的视星等为7.81，使他比主星暗淡的多。